# Nano (cantora)
Nano (ナノ, estilizado como nano) é uma cantora que originalmente publicava música no YouTube e Niconico antes de assinar contrato com uma gravadora.

## Biografia
Nano nasceu em 12 de julho de 1988, em Nova York, nos Estados Unidos, mas depois mudou-se para o Japão.
Nano publicou covers de Vocaloid, anime e Avril Lavigne online, primeiro no YouTube e mais tarde no site japonês Niconico. Nano é bilíngüe, e às vezes escreve letras em inglês para as canções cover, dando-lhes um toque ocidental sem perder o estilo original. Eventualmente, isso levou ela a um acordo com a gravadora japonesa Flying Dog. O álbum de estreia Nanoir foi lançado em 14 de março de 2012. Nano fez a sua primeira performance ao vivo em 16 de março de 2013
Nano gravou várias canções originais para vários animes, como "Now or Never" para Phi Brain: Kami no Puzzle, "No Pain, No Game" e "Exist" para Btooom!, "Savior of Song" (part. My First Story) para Aoki Hagane no Arpeggio, "Born To Be" para Mahou Sensou, "Sable" para M3: Sono Kuroki Hagane, "Dreamcatcher" para Mahou Shoujo Ikusei Keikaku e "Rock On" para o primeiro filme de Aoki Hagane no Arpeggio, Aoki Hagane no Arpeggio: Ars Nova DC.
Alguns dos outros trabalhos de Nano apresentados comercialmente incluem:
- "Destiny ~12 Kaime no Kiseki~" como a abertura do jogo de PlayStation Portable Conception: Ore no Kodomo o Undekure!.
- "Silence" como a música-tema do canal de terror Japonês Den Of Horror: Horror no Sokutsu!
- "Happy Ending Simulator" como a música-tema do jogo de arcade Gunslinger Stratos 2.
- "Scarlet Story" como a música-tema do programa de marionetes Japonês Sherlock Holmes.
- "INFINITY≠ZERO" como a música-tema do filme Japonês Bakumatsu Kokosei.
- "PARALYZE:D" como a música-tema do jogo de PlayStation Vita Re:Vice[D].
- "identity crisis" e "Restart" para o jogo Warriors Orochi.
- "Mirror, Mirror" para o jogo de PlayStation Vita Bad Apple Wars.
- "DARE DEVIL" para o jogo de celular "Houkago Girls Tribe".

## Discografia

### Álbuns de estúdio
| 2012                                                    | nanoir - Lançamento: 14 de Março de 2012      | 12 |
| 2013                                                    | N - Lançamento: 27 de Fevereiro de 2013       | 8  |
| 2015                                                    | Rock On. - Lançamento: 28 de Janeiro de 2015  | 6  |
| 2017                                                    | The Crossing - Lançamento: 31 de Maio de 2017 | —  |
| "—" refere-se a lançamentos que não entraram na tabela. |                                               |    |

### Álbuns ao vivo
| Ano  | Informação                                            | Posição na tabela Oricon |
| ---- | ----------------------------------------------------- | ------------------------ |
| 2013 | Remember your Color. - Lançamento: 5 de Junho de 2013 | 24                       |

### Álbuns remix
| Ano  | Informação                                       | Posição na tabela Oricon |
| ---- | ------------------------------------------------ | ------------------------ |
| 2016 | nano's REMIXES - Lançamento: 13 de Julho de 2016 | 50                       |

### Singles
| 2012                                                    | "Now or Never" - Lançamento: 23 de Maio de 2012              | 25 |
| 2012                                                    | "No pain, No game" - Lançamento: 10 de Outubro de 2012       | 11 |
| 2013                                                    | "Nevereverland" - Lançamento: 6 de Abril de 2013             | —  |
| 2013                                                    | "SAVIOR OF SONG" - Lançamento: 30 de Outubro de 2013         | 10 |
| 2014                                                    | "Born to be" - Lançamento: 19 de Fevereiro de 2014           | 19 |
| 2014                                                    | "INFINITY≠ZERO／SABLE" - Lançamento: 23 de Julho de 2014     | 31 |
| 2015                                                    | "Bull's Eye" - Lançamento: 28 de Outubro de 2015             | 29 |
| 2016                                                    | "DREAMCATCHER" - Lançamento: 2 de Novembro de 2016           | 45 |
| 2017                                                    | "MY LIBERATION/PARAISO" - Lançamento: 2 de Fevereiro de 2017 | —  |
| "—" refere-se a lançamentos que não entraram na tabela. |                                                              |    |